# آدخه
آدخه (به اسپانیایی: Adeje) یک شهرستان در اسپانیا با جمعیت ۴۳٬۲۰۴ نفر است که در جزایر قناری واقع شده‌است.